# Dona Tututa
Epifânia de Freitas Silva Ramos Évora née à Mindelo, le 6 janvier 1919, morte sur l'île de Sal, le 26 janvier 2014, connue sous le nom de Dona Tututa ou Tutura Évora, est une pianiste et une compositrice du Cap-Vert.
Considérée comme une figure légendaire dans son pays, elle a composé des thèmes tels que le Grito d’ Dor, Sentimento, la Mãe Tigre e Vida et la Vida Torturada, entre autres. 

## Biographie
Elle est la fille de António da Silva Ramos, encore appelé Anton Tchiche. Son frère, Tchufe (Pedro de Alcântara Silva Ramos), est un guitariste et un chanteur.
Au début de l'adolescence, Tututa commence à étudier le piano, puis à jouer dans des lieux publics. Elle est la première femme à Sao Vicente à jouer en soirée, brisant un tabou, cette vie nocturne étant traditionnellement réservée aux hommes. Musicalement, elle remet en question les conventions en fusionnant musique classique et musique traditionnelle du Cap-Vert,,.
Après s'être mariée, elle déménage à l'Île de Sal, avec son mari et suspend temporairement sa carrière artistique. Ils ont 12 enfants, dont certains deviennent à leur tour des artistes comme Magda Evora et Milú Évora. 
En 1966,  à l'âge de 47 ans, elle enregistre son premier et seul disque. Un voyage aux États-Unis, à l'invitation de Bana, lui permet d'enregistrer Rhapsody Tututa & Taninho avec le guitariste Taninho. Elle effectue ensuite des  voyages aussi espacés que possible en France, en Guinée et au Portugal. Cesária Évora, Bana, Humbertona, et sa fille, Magda Evora sont quelques-uns des artistes qui ont repris et enregistré certaines de ses compositions. 
Elle meurt d'une pneumonie en 2014.

## Discographie
- 1966 - Rhapsody Tututa & Taninho

## Hommages
En 2013, João Alves da Veiga réalise le documentaire Dona Tututa, sur la vie et l'œuvre de la pianiste. Ce documentaire reçoit le prix du meilleur film Festival International du Film du Cap-Vert.
En 2021, le nouveau bateau de la compagnie CV Interilhas est baptisé Dona Tututa en son hommage.